# Киселёв, Фёдор Михайлович
Фёдор Миха́йлович Киселёв — воевода Ивана III и его сына Василия.
При Мухаммеде Амине был в Казани великокняжеским представителем и сборщиком пошлин и неумеренно пользовался своей властью. Казанский хан жаловался великому князю, что в Цивильской области Киселёв брал лишнее сверх обыкновенных пошлин: медь, лошадей, куниц и т. п. (1489 год).
В 1502 году великий князь посылал его к крымскому хану Менгли I Гирею по поводу перемирия с Литвой.
В 1506 году, после страшного разгрома русских войск Мухаммедом Эмином под Казанью, Киселёв, стоявший во главе московской конницы, и татарский царевич Джаналей возглавляли отряд, отходящий к Мурому. По пути отряд был настигнут казанцами, но разбил их и благополучно достиг Мурома.